# Jagodina
Jagodina (cyr. Јагодина) – miasto w Serbii, stolica okręgu pomorawskiego i siedziba miasta Jagodina. Leży w dolinie Wielkiej Morawy. W 2011 roku liczyło 37 282 mieszkańców.
Przez miasto przebiega linia kolејowa Belgrad – Nisz. Jagodina była celem nalotów NATO podczas wojny w 1998 roku.

## Nazwa
W latach 1946–1992 miasto nosiło nazwę Svetozarevo (cyr. Светозарево) na cześć Svetozara Markovicia. Przed tą zmianą nazywało się Jagodna (cyr. Јагодна).

## Współpraca
- Korynt, Grecja
- Chrysupoli, Grecja
- Kozarska Dubica, Bośnia i Hercegowina
- Dełczewo, Macedonia Północna
- Werona, Włochy